# DIN 1451
DIN 1451 is een schreefloos lettertype dat gedefinieerd is aan de hand van DIN-normering uit 1936. Het is een veelgebruikt standaardlettertype voor verkeer, administratie en zakelijke toepassingen. In het bijzonder is DIN 1451 toegepast als letter voor gebruik op  bewegwijzeringsborden op autowegen en spoorwegen in Duitsland en een paar andere landen. Het is ook lange tijd gebruikt voor autokentekenplaten, waarna het in november 2000 werd vervangen door FE-Schrift (fälschungserschwerende Schrift), een lettertype dat speciaal voor nummerplaten werd ontworpen en geoptimaliseerd in scherpte, leesbaarheid en automatische schriftherkenning. De reden hiervoor was dat bij het DIN-lettertype letters met zwart plakband makkelijk te veranderen waren, waar onder andere de Rote Armee Fraktion gebruik van maakte. 
DIN 1451 is goed leesbaar en simpel om te reproduceren. Zowel een middelbrede Mittelschrift- als een smalle Engschrift-versie zijn beschikbaar. Vroeger was er een brede variant Breitschrift, maar die wordt niet meer gebruikt, alhoewel het op sommige oude Duitse wegwijzers nog wordt gezien. Het lettertype verkreeg zijn populariteit door zijn ruime opzet en werd later ook in gebruik genomen door niet-overheidsinstellingen en bedrijven.
De beginselen van dit lettertype leiden terug naar het IV-44-lettertype-alfabet, vastgesteld door het Pruisische spoorwegnetwerk in 1906, dat diende voor de letters op de treinen. Sommige tekens zijn sindsdien wel veranderd, met name de t en de 6 en 9.

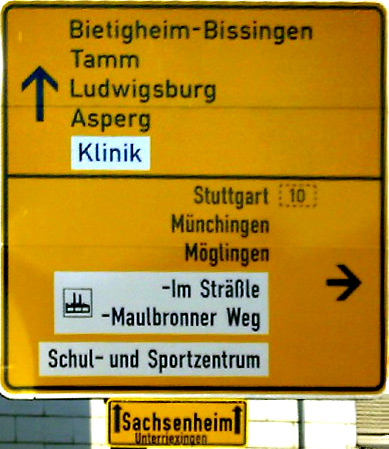
Bewegwijzering met DIN 1451 medium en smalschrift

## Toepassing

### Merkenlogo's
- Logo- en huisstijllettertype van Sapient Corporation
- Logo van de videogame Half-Life
- Vroege jaren 2000: Channel 4 (Engelse tv-zender)
- Een aangepaste versie Habitat DIN wordt gebruikt door Habitat
- Huisstijl van The New West End Company
- Belgische VRT Nieuws-service ("De Redactie") voor logo en nieuwsuitzendingen
- Primair lettertype gebruikt in documenten van de Simon Fraser Universiteit
- Huisstijllettertype van het Apostolisch Genootschap